# Holoqué
Holoqué és una companyia de teatre de carrer amb hologrames de Bellpuig.

## Espectacles
- L'oníric món de DINS (estrenat a Fira Tàrrega, 2016)[1]